# Municipio Ángel Albino Corzo
Koordinaten: 15° 52′ N, 92° 43′ W
Ángel Albino Corzo ist ein Municipio im Süden des mexikanischen Bundesstaats Chiapas. Das Municipio liegt in der Sierra Madre de Chiapas. Das Municipio wurde nach Ángel Albino Corzo, einem Gouverneur Chiapas’, benannt. Zwischen 1973 und 1980 trug es den Namen Jaltenango.
Verwaltungssitz und größter Ort des Municipios ist Jaltenango de la Paz. Das Municipio hat etwa 27.000 Einwohner und ist 583,5 km² groß.

## Geographie
Das Municipio Ángel Albino Corzo liegt im Südosten des mexikanischen Bundesstaats Chiapas auf Höhen zwischen 500 m und 2500 m. Es liegt zur Gänze in der physiographischen Provinz der Cordillera Centroamericana sowie gänzlich in der hydrologischen Region Grijalva-Usumacinta. Die Geologie des Municipios wird zu 42 % von Sandstein-Limonit bestimmt bei 31 % Kalkstein-Sandstein und 22 % Granit; vorherrschende Bodentypen sind Leptosol (32 %), Acrisol (25 %) und Luvisol (17 %). Etwa 68 % der Gemeindefläche sind bewaldet, etwa 15 % dienen dem Ackerbau.
Es grenzt an die Municipios Chicomuselo, Montecristo de Guerrero, Siltepec, Capitán Luis Ángel Vidal, Mapastepec und La Concordia.

## Bevölkerung
Beim Zensus 2010 wurden im Municipio 26.628 Menschen in 5.407 Wohneinheiten gezählt. Davon wurden 808 Personen als Sprecher einer indigenen Sprache registriert, davon 478 Sprecher des Tzotzil, 111 Sprecher des Tzeltal und 100 Sprecher des Mam. Etwa 20 Prozent der Bevölkerung waren Analphabeten. 8.641 Einwohner wurden als Erwerbspersonen registriert, wovon ca. 84 % Männer bzw. 1,7 % arbeitslos waren. 45 % der Bevölkerung lebten in extremer Armut.

## Orte
Das Municipio Ángel Albino Corzo umfasst 90 bewohnte localidades, von denen der Hauptort sowie  Nueva Palestina vom INEGI als urban klassifiziert sind. Sechs der Orte wiesen beim Zensus 2010 eine Einwohnerzahl von über 1000 auf, 68 Orte hatten weniger als 100 Einwohner. Die größten Orte sind:
| Ort                                       | Einwohner |
| Jaltenango de la Paz (Ángel Albino Corzo) | 10.427    |
| Nueva Palestina                           | 03.475    |
| Querétaro                                 | 02.203    |
| Francisco I. Madero                       | 01.819    |
| Nueva Colombia                            | 01.568    |
| Nueva Independencia                       | 01.283    |
| Libertad del Pajal                        | 00.597    |